# Vuelta a España 2023/21. Etappe
Die 21. Etappe der Vuelta a España 2023 fand am 17. September 2023 statt und bildete den Abschluss der 78. Austragung des spanischen Etappenrennens. Die 101,1 Kilometer lange Etappe führte vom Hipódromo de la Zarzuela nach Madrid, wo die letzten Kilometer auf einem 5,8 Kilometer langen Rundkurs absolviert wurden. Nach der Etappe hatten die Fahrer die Gesamtdistanz von 3156,5 Kilometern zurückgelegt.
Den Etappensieg sicherte sich der Australier Kaden Groves (Alpecin-Deceuninck), der sich im Sprint aus einer sechs Fahrer umfassenden Ausreißergruppe durchsetzte. Sepp Kuss (Jumbo-Visma) verteidigte das Rote Trikot und gewann somit die Vuelta a España.

## Streckenführung
Der neutralisierte Start der Etappe erfolgte beim Hipódromo de la Zarzuela im Umland von Madrid. Im Anschluss wurde der Casa de Campo gegen den Uhrzeigersinn umfahren. Bei der weiteren Fahrt Richtung Süden wurde der Stadtbezirk Carabanchel durchfahren, ehe es vorbei am Parque de la Emperatriz María de Austria und Parque Forestal de Entrevías in Richtung Osten ging. Nun drehte die Fahrtrichtung gen Norden. Beim Estadio Metropolitano bogen die Fahrer schließlich Links ab und erreichten über die A-2 das Zentrum der Stadt, wo es rund 50 Kilometer nach dem Start auf den Finalen Rundkurs ging.
Der Rundkurs hatte mit der Paseo de Recoletos, Calle Gran Vía/Calle de Alcalá und Paseo del Prado drei Bestandteile. Auf der Paseo de Recoletos fuhren die Fahrer auf den Rundkurs ein. Hier passierten sie die Iglesia de San Pascual, ehe sie beim Fuente de Cibeles auf die Calle de Alcalá und Calle Gran Vía abbogen. Dann ging es vorbei am Cuartel General del Ejército de Tierra und Metropolis-Haus, ehe am Plaza del Callao eine Wende erfolgte, die zurück zum Fuente de Cibeles führte. 
Nun geht es auf die Paseo del Prado und vorbei am Museo Thyssen-Bornemisza und Fuente de Neptuno bis zum Réplica de la Fuente de la Alcachofa. Hier erfolgt erneut eine Wende, die die Fahrer auf die rund ein Kilometer lange Zielgerade bringt. Hier werden erneut Sehenswürdigkeiten wie der Real Jardín Botánico de Madrid, das Museo del Prado und das Monumento a los Caídos por España passiert. Der Zielstrich befindet sich unmittelbar vor dem Palacio de Cibeles, der das Herzstück des Sternkurses ausmacht. Insgesamt erfolgen auf dem 5,8 Kilometer lange Rundkurs mit seinen drei Wenden zehn Zieldurchfahrungen, wobei bei der zweiten Zieldurchfahrt ein Zwischensprint mit Zeitbonifikationen ausgefahren wird.
Im Anschluss an die Etappe wird der Sieger der Rundfahrt sowie die Wertungssieger und der Etappensieger auf dem Podium geehrt, das vor dem Palacio de Cibeles aufgebaut wird.
|                  | Ort                         | Kilometer |
| ---------------- | --------------------------- | --------- |
| Start            | Las Rozas de Madrid         | 0         |
| Zieldurchfahrt 1 | Madrid (Palacio de Cibeles) | 48,9      |
| Zieldurchfahrt 2 | Madrid (Palacio de Cibeles) | 54,7      |
| Zwischensprint   | Madrid (Palacio de Cibeles) | 54,7      |
| Bonussprint      | Madrid (Palacio de Cibeles) | 54,7      |
| Zieldurchfahrt 3 | Madrid (Palacio de Cibeles) | 60,5      |
| Zieldurchfahrt 4 | Madrid (Palacio de Cibeles) | 66,3      |
| Zieldurchfahrt 5 | Madrid (Palacio de Cibeles) | 72,1      |
| Zieldurchfahrt 6 | Madrid (Palacio de Cibeles) | 77,9      |
| Zieldurchfahrt 7 | Madrid (Palacio de Cibeles) | 83,7      |
| Zieldurchfahrt 8 | Madrid (Palacio de Cibeles) | 89,5      |
| Zieldurchfahrt 9 | Madrid (Palacio de Cibeles) | 95,3      |
| Ziel             | Madrid (Palacio de Cibeles) | 101,1     |

## Rennverlauf
In der Anfangsphase der letzten Etappe wurden traditionell Fotos des langsam fahrenden Fahrerfeldes gemacht. Sobald der Rundkurs in Madrid erreicht worden war, übernahm die Alpecin-Deceuninck Mannschaft die Tempoarbeit und bereitete den Zwischensprint für Kaden Groves vor. Der Australier holte die meisten Punkte vor seinem Teamkollegen Edward Planckaert und Andreas Kron (Lotto Dstny), stand jedoch noch nicht als Sieger der Punktewertung fest.
Rund 43 Kilometer vor dem Ziel setzten sich mit Lennard Kämna, Nico Denz (beide Bora-hansgrohe) und Rui Costa (Intermarché-Circus-Wanty) drei Fahrer vom Hauptfeld ab. Kurz drauf griff auch Remco Evenepoel (Soudal Quick-Step) an und schloss gemeinsam mit Filippo Ganna (Ineos Grenadiers) und Kaden Groves sechs Runden vor dem Ziel zur Spitze des Rennens auf. Die Spitzengruppe harmonierte gut und hielt ihren Vorsprung von rund 20 Sekunden über mehrere Runden aufrecht. Als das Tempo auf dem letzten Kilometer abfiel und das Hauptfeld deutlich näher gekommen war, griff Remco Evenepoel rund 500 Meter vor dem Ziel an. Kaden Groves folgte ihm an der zweiten Position und fuhr auf den letzten 200 Metern an dem Belgier vorbei. Dahinter sicherten sich Filippa Ganna und Nico Denz die verbleibenden Podiumsplätze, obwohl das Hauptfeld im Finale zu den Ausreißern aufgeschlossen hatte.
Der Gesamtführende Sepp Kuss (Jumbo-Visma) überquerte den Zielstrich 26 Sekunden hinter dem Hauptfeld gemeinsam mit seinen Teamkollegen. Er stand somit als zweiter US-Amerikaner als Sieger der Vuelta a España fest. Zudem sicherte sich das Team Jumbo-Visma neben den beiden weiteren Podiumsplätzen auch die Mannschaftswertung. Kaden Groves fixierte mit seinem dritten Etappensieg den Sieg in der Punktewertung. Remco Evenepoel stand als Sieger der Bergwertung fest und wurde zudem zum kämpferischsten Fahrer der Rundfahrt gewählt. Juan Ayuso (UAE Team Emirates) gewann einen Tag nach seinem 21. Geburtstag die Nachwuchswertung. Von den 176 Fahrern die in Barcelona bei der 1. Etappe gestartet waren, erreichten 148 den Zielstrich in Madrid.

## Ergebnis
| \| Etappenergebnis \| Etappenergebnis \| Etappenergebnis \| Etappenergebnis \| Etappenergebnis \| \| Fahrer \| Fahrer \| Land \| Team \| Zeit \| \| --------------- \| ------------------- \| --------------- \| ------------------------ \| --------------- \| \| 1. \| Kaden Groves \| Australien \| Alpecin-Deceuninck \| 2 h 24 min 13 s \| \| 2. \| Filippo Ganna \| Italien \| Ineos Grenadiers \| + 0 s \| \| 3. \| Nico Denz \| Deutschland \| Bora-Hansgrohe \| + 0 s \| \| 4. \| Hugo Page \| Frankreich \| Intermarché-Circus-Wanty \| + 0 s \| \| 5. \| Iván García Cortina \| Spanien \| Movistar Team \| + 0 s \| \| 6. \| Rui Costa \| Portugal \| Intermarché-Circus-Wanty \| + 0 s \| \| 7. \| Marijn van den Berg \| Niederlande \| EF Education-EasyPost \| + 0 s \| \| 8. \| Remco Evenepoel \| Belgien \| Soudal Quick-Step \| + 0 s \| \| 9. \| Dries Van Gestel \| Belgien \| TotalEnergies \| + 0 s \| \| 10. \| Lennard Kämna \| Deutschland \| Bora-Hansgrohe \| + 0 s \| |                     |             |                          |                 |
| |                     |             |                          |                 |
| Quelle: ProCyclingStats |                     |             |                          |                 |
| Etappenergebnis |                     |             |                          |                 |
| Fahrer | Fahrer              | Land        | Team                     | Zeit            |
| 1. | Kaden Groves        | Australien  | Alpecin-Deceuninck       | 2 h 24 min 13 s |
| 2. | Filippo Ganna       | Italien     | Ineos Grenadiers         | + 0 s           |
| 3. | Nico Denz           | Deutschland | Bora-Hansgrohe           | + 0 s           |
| 4. | Hugo Page           | Frankreich  | Intermarché-Circus-Wanty | + 0 s           |
| 5. | Iván García Cortina | Spanien     | Movistar Team            | + 0 s           |
| 6. | Rui Costa           | Portugal    | Intermarché-Circus-Wanty | + 0 s           |
| 7. | Marijn van den Berg | Niederlande | EF Education-EasyPost    | + 0 s           |
| 8. | Remco Evenepoel     | Belgien     | Soudal Quick-Step        | + 0 s           |
| 9. | Dries Van Gestel    | Belgien     | TotalEnergies            | + 0 s           |
| 10. | Lennard Kämna       | Deutschland | Bora-Hansgrohe           | + 0 s           |

## Gesamtstände
| \| Gesamtwertung \| Gesamtwertung \| Gesamtwertung \| Gesamtwertung \| Gesamtwertung \| \| Fahrer \| Fahrer \| Land \| Team \| Zeit \| \| ------------- \| ----------------- \| ------------------ \| ------------------ \| ---------------- \| \| 1. \| Sepp Kuss \| Vereinigte Staaten \| Jumbo-Visma \| 76 h 48 min 21 s \| \| 2. \| Jonas Vingegaard \| Dänemark \| Jumbo-Visma \| + 17 s \| \| 3. \| Primož Roglič \| Slowenien \| Jumbo-Visma \| + 1 min 08 s \| \| 4. \| Juan Ayuso \| Spanien \| UAE Team Emirates \| + 3 min 25 s \| \| 5. \| Mikel Landa \| Spanien \| Bahrain Victorious \| + 3 min 44 s \| \| 6. \| Enric Mas \| Spanien \| Movistar Team \| + 4 min 14 s \| \| 7. \| Alexander Wlassow \| Neutrales Banner \| Bora-Hansgrohe \| + 8 min 06 s \| \| 8. \| Cian Uijtdebroeks \| Belgien \| Bora-Hansgrohe \| + 8 min 13 s \| \| 9. \| João Almeida \| Portugal \| UAE Team Emirates \| + 10 min 08 s \| \| 10. \| Santiago Buitrago \| Kolumbien \| Bahrain Victorious \| + 11 min 51 s \| |                   |                    |                    |                  |
| |                   |                    |                    |                  |
| Quelle: ProCyclingStats |                   |                    |                    |                  |
| Gesamtwertung |                   |                    |                    |                  |
| Fahrer | Fahrer            | Land               | Team               | Zeit             |
| 1. | Sepp Kuss         | Vereinigte Staaten | Jumbo-Visma        | 76 h 48 min 21 s |
| 2. | Jonas Vingegaard  | Dänemark           | Jumbo-Visma        | + 17 s           |
| 3. | Primož Roglič     | Slowenien          | Jumbo-Visma        | + 1 min 08 s     |
| 4. | Juan Ayuso        | Spanien            | UAE Team Emirates  | + 3 min 25 s     |
| 5. | Mikel Landa       | Spanien            | Bahrain Victorious | + 3 min 44 s     |
| 6. | Enric Mas         | Spanien            | Movistar Team      | + 4 min 14 s     |
| 7. | Alexander Wlassow | Neutrales Banner   | Bora-Hansgrohe     | + 8 min 06 s     |
| 8. | Cian Uijtdebroeks | Belgien            | Bora-Hansgrohe     | + 8 min 13 s     |
| 9. | João Almeida      | Portugal           | UAE Team Emirates  | + 10 min 08 s    |
| 10. | Santiago Buitrago | Kolumbien          | Bahrain Victorious | + 11 min 51 s    |

| Punktewertung | Punktewertung       | Punktewertung      | Punktewertung         | Punktewertung |
| Fahrer        | Fahrer              | Land               | Team                  | Punkte        |
| ------------- | ------------------- | ------------------ | --------------------- | ------------- |
| 1.            | Kaden Groves        | Australien         | Alpecin-Deceuninck    | 315 P.        |
| 2.            | Remco Evenepoel     | Belgien            | Soudal Quick-Step     | 236 P.        |
| 3.            | Andreas Kron        | Dänemark           | Lotto Dstny           | 167 P.        |
| 4.            | Marc Soler          | Spanien            | UAE Team Emirates     | 133 P.        |
| 5.            | Jonas Vingegaard    | Dänemark           | Jumbo-Visma           | 123 P.        |
| 6.            | Filippo Ganna       | Italien            | Ineos Grenadiers      | 119 P.        |
| 7.            | Primož Roglič       | Slowenien          | Jumbo-Visma           | 117 P.        |
| 8.            | Marijn van den Berg | Niederlande        | EF Education-EasyPost | 117 P.        |
| 9.            | Sepp Kuss           | Vereinigte Staaten | Jumbo-Visma           | 112 P.        |
| 10.           | Juan Ayuso          | Spanien            | UAE Team Emirates     | 105 P.        |

| Bergwertung | Bergwertung       | Bergwertung        | Bergwertung        | Bergwertung |
| Fahrer      | Fahrer            | Land               | Team               | Punkte      |
| ----------- | ----------------- | ------------------ | ------------------ | ----------- |
| 1.          | Remco Evenepoel   | Belgien            | Soudal Quick-Step  | 135 P.      |
| 2.          | Jonas Vingegaard  | Dänemark           | Jumbo-Visma        | 51 P.       |
| 3.          | Michael Storer    | Australien         | Groupama-FDJ       | 39 P.       |
| 4.          | Romain Bardet     | Frankreich         | Team DSM-Firmenich | 35 P.       |
| 5.          | Primož Roglič     | Slowenien          | Jumbo-Visma        | 33 P.       |
| 6.          | Sepp Kuss         | Vereinigte Staaten | Jumbo-Visma        | 33 P.       |
| 7.          | Damiano Caruso    | Italien            | Bahrain Victorious | 30 P.       |
| 8.          | Andreas Kron      | Dänemark           | Lotto Dstny        | 28 P.       |
| 9.          | Eduardo Sepúlveda | Argentinien        | Lotto Dstny        | 23 P.       |
| 10.         | Jesús Herrada     | Spanien            | Cofidis            | 22 P.       |

| Nachwuchswertung | Nachwuchswertung    | Nachwuchswertung | Nachwuchswertung   | Nachwuchswertung  |
| Fahrer           | Fahrer              | Land             | Team               | Zeit              |
| ---------------- | ------------------- | ---------------- | ------------------ | ----------------- |
| 1.               | Juan Ayuso          | Spanien          | UAE Team Emirates  | 76 h 51 min 46 s  |
| 2.               | Cian Uijtdebroeks   | Belgien          | Bora-Hansgrohe     | + 4 min 48 s      |
| 3.               | João Almeida        | Portugal         | UAE Team Emirates  | + 6 min 43 s      |
| 4.               | Santiago Buitrago   | Kolumbien        | Bahrain Victorious | + 8 min 26 s      |
| 5.               | Remco Evenepoel     | Belgien          | Soudal Quick-Step  | + 13 min 19 s     |
| 6.               | Einer Rubio         | Kolumbien        | Movistar Team      | + 31 min 34 s     |
| 7.               | Antonio Tiberi      | Italien          | Bahrain Victorious | + 46 min 48 s     |
| 8.               | Attila Valter       | Ungarn           | Jumbo-Visma        | + 1 h 02 min 17 s |
| 9.               | Lenny Martinez      | Frankreich       | Groupama-FDJ       | + 1 h 18 min 16 s |
| 10.              | Lennert Van Eetvelt | Belgien          | Lotto Dstny        | + 1 h 45 min 27 s |

| Mannschaftswertung | Mannschaftswertung | Mannschaftswertung           | Mannschaftswertung |
| Team               | Team               | Land                         | Zeit               |
| ------------------ | ------------------ | ---------------------------- | ------------------ |
| 1.                 | Jumbo-Visma        | Niederlande                  | 229 h 42 min 26 s  |
| 2.                 | Bahrain Victorious | Bahrain                      | + 21 min 09 s      |
| 3.                 | Bora-Hansgrohe     | Deutschland                  | + 33 min 07 s      |
| 4.                 | UAE Team Emirates  | Vereinigte Arabische Emirate | + 33 min 53 s      |
| 5.                 | Movistar Team      | Spanien                      | + 2 h 17 min 33 s  |
| 6.                 | Soudal Quick-Step  | Belgien                      | + 3 h 18 min 40 s  |
| 7.                 | TotalEnergies      | Frankreich                   | + 3 h 25 min 29 s  |
| 8.                 | Groupama-FDJ       | Frankreich                   | + 3 h 42 min 37 s  |
| 9.                 | Lidl-Trek          | Vereinigte Staaten           | + 4 h 00 min 42 s  |
| 10.                | Arkéa-Samsic       | Frankreich                   | + 4 h 23 min 49 s  |